# Calliphora augur
Calliphora augur este o specie de muște din genul Calliphora, familia Calliphoridae. A fost descrisă pentru prima dată de Fabricius în anul 1775. Conform Catalogue of Life specia Calliphora augur nu are subspecii cunoscute.

## Galerie

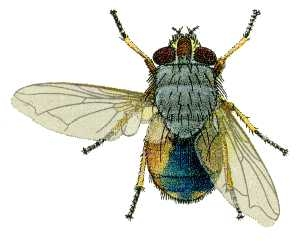